# Max Montana
Max Montana (* 11. Januar 1996 in New York City als Max Montana Hoetzel) ist ein deutsch/US-amerikanischer Basketballspieler.

## Laufbahn
Montana, der über die Staatsbürgerschaften der Vereinigten Staaten sowie Deutschlands verfügt, wurde in New York geboren und zog mit zwei Jahren mit seiner Familie nach Kalifornien. Er spielte Basketball an der Calabasas High School (US-Bundesstaat Kalifornien) sowie an der Wilbraham & Monson Academy (US-Bundesstaat Massachusetts), ehe er 2014 ein Studium an der Indiana University aufnahm. Für Indianas Basketballmannschaft bestritt er in der Saison 2014/15 31 Spiele (2,4 Punkte im Durchschnitt).
2015 wechselte der Flügelspieler an die San Diego State University, setzte im Spieljahr 2015/16 aus und stand in den folgenden beiden Spielzeiten in insgesamt 55 Partien auf dem Feld. Mit Mittelwerten von 7,7 Punkten und 3,8 Rebounds je Einsatz sowie mit 52 erzielten Dreipunktwürfen war die Saison 2016/17 das beste Jahr seiner Universitätszeit. Im Frühjahr 2018 entschloss sich Montana, ins Profilager zu wechseln und auf ein viertes Spieljahr am College zu verzichten.
Im Sommer 2018 unterschrieb er beim deutschen Erstligisten Gießen 46ers seinen ersten Vertrag als Berufsbasketballspieler. Er wurde von den Mittelhessen in 13 Bundesligaspielen eingesetzt und kam auf Mittelwerte von 5,5 Punkten und 1,4 Rebounds je Begegnung.
Anfang Februar 2019 wechselte Montana zum Zweitligisten Hamburg Towers. Mit den Hamburgern gewann er den Meistertitel in der 2. Bundesliga ProA sowie den Bundesliga-Aufstieg. Durchschnittlich erzielte er 8,4 Punkte sowie vier Rebounds pro Begegnung
Im Herbst 2019 nahm Montana am Draftverfahren für die bevorstehende Saison der NBA-G-League teil. In der dritten Runde wurde er an 68. Stelle von der Mannschaft Greensboro Swarm, dem Farmteam der Charlotte Hornets, ausgewählt. Er bestritt in der wegen der Ausbreitung von COVID-19 verkürzten Saison 2019/20 16 Spiele für Greensboro und erzielte im Schnitt 3,7 Punkte und 1,8 Rebounds je Einsatz. Ende Januar 2021 wurde er vom isländischen Erstligisten Keflavík ÍF verpflichtet und Mitte März 2021 aufgrund eines Verstoßes gegen die Vereinsregeln entlassen.

### Nationalmannschaft
Er wurde 2013 ins Aufgebot der deutschen U18-Nationalmannschaft berufen.

### Persönliches
2017 änderte er seinen Geburtsnamen Max Hoetzel in Max Montana. Den Namen Montana trug er bereits vorher als Mittelnamen. Seine Eltern, die sich während einer Motorradreise durch die Vereinigten Staaten kennenlernten, hatten ihm und seinen Schwestern diesen Mittelnamen gegeben, weil sie für den US-Bundesstaat Montana schwärmten. Zum Namenswechsel entschloss er sich, da es immer wieder Probleme mit der Aussprache des Namens Hoetzel gegeben habe. Auch er selbst könne den Namen nicht richtig aussprechen, sagte er im September 2017 gegenüber der Zeitung The San Diego Union-Tribune.
Montana stammt von einer dänischen Mutter (Heidi) und einem deutschen Vater (Holger) ab, die in die USA auswanderten. Montana verfügt über die deutsche und die US-amerikanische Staatsbürgerschaft.